# Солун
 Тази статия е за града.  За други значения на Солун, вижте Солун (пояснение).  За други значения на Тесалоники, вижте Тесалоники (пояснение).
Солун (на гръцки: Θεσσαλονίκη, Тесалоники) е вторият по големина град в Гърция след столицата Атина. Солун е главен град в географската област Македония и административен център на област Централна Македония. Намира се на 502 km от столицата Атина. Населението на градския комплекс е 802 572 жители, според преброяването от 2021 г. Населението на метрополния регион възлиза на 1 006 112 жители към 2021 г. Град Солун е включен в списъка на ЮНЕСКО на световното наследство. Градът е център и на Солунската епархия на Гръцката православна църква. В Солун се намира катедралата „Непорочно зачатие Богородично“, която е седалище на католическия Солунски апостолически викариат.
Солун се намира на Солунския залив, в северозападния край на Егейско море. На запад е ограничен от делтата на Вардар. Това е вторият по големина икономически, индустриален, търговски и политически център на Гърция и основен транспортен възел за Гърция и Югоизточна Европа, особено през пристанището на Солун. Градът е известен със своите фестивали, събития и оживен културен живот като цяло. Събития като Международният панаир в Солун и Международният филмов фестивал в Солун се провеждат ежегодно. Солун е Европейска младежка столица за 2014 г. Основният университет в града, Солунският университет „Аристотел“, е най-големият в Гърция и на Балканите.
Градът е основан през 315 г. пр. н. е. от Касандър Македонски, който го е нарекъл на името на съпругата си, дъщеря на Филип II Македонски и сестра на Александър Велики. Построен е на 40 км югоизточно от Пела, столицата на Кралство Македония. Важен метрополис от римския период, Солун е вторият по големина и най-богат град на Византийската империя. Той е завладян от османците през 1430 г. и остава важно морско пристанище и мултиетнически метрополис по време на почти петте века турско владичество, с църкви, джамии и синагоги, съществуващи една до друга. От 16-ти до 20-ти век това е единственият град с еврейско мнозинство в Европа. Преминава от Османската империя в Кралство Гърция на 8 ноември 1912 г. В Солун може да се наблюдава византийска архитектура, включително множество палеохристиянски и византийски паметници, обекти на световното наследство и няколко римски, османски и сефарадски еврейски структури.
През 2013 г. списание National Geographic включва Солун в своите топ туристически дестинации в световен мащаб, докато през 2014 г. списание Financial Times за ПЧИ (Преки чуждестранни инвестиции) обявява Солун за най-добрия средно голям европейски град на бъдещето за човешки капитал и начин на живот.

## Етимология на името
Названието на града идва от името на Тесалоника (Тесалонике), съпругата на царя на македоните Касандър и полусестра на Александър III Македонски, което означава „Тесалийска победа“ и ѝ е дадено в чест на победата на баща ѝ Филип II Македонски в Битката на крокусово поле. В тази си форма името е запазено в гръцкия език, а в българския е съкратено на Солун. В турския език преминава в Селяник докато в западноевропейските езици става Салоники, Салоник, Салонико.

## География

### Климат
Градът е разположен в преходна климатична зона и се наблюдават характеристики както на континентален, така и на средиземноморски климат. Според климатичната класификация на Кьопен, климатът е влажен субтропичен, граничещ с полупустинен, със средно годишно количество на валежите от около 450 мм.
Зимата е относително суха. Снеговалежи се наблюдават рядко, като снежната покривка не се задържа повече от няколко дни. През зимата, температурата може да падне до −10 °C. Най-ниската измерена температура в Солун е −14 °C. Най-студеният месец в годината е януари, със средна температура от около 6 °C. Мъглите се срещат често (около 193 дни годишно). През зимата е ветровито, като средната скорост на вятъра през декември и януари е около 26 км/ч.
Лятото е горещо, като температурата обикновено е над 30 °C, но рядко надвишава 40 °C. Средният брой на дните с температура над 32 °C в годината е 32. Най-високата измерена температура е 42 °C. През лятото рядко се наблюдават валежи. Най-горещият месец е юли, със средна температура от 26 °C.
| Климатични данни за Солун             | Климатични данни за Солун | Климатични данни за Солун | Климатични данни за Солун | Климатични данни за Солун | Климатични данни за Солун | Климатични данни за Солун | Климатични данни за Солун | Климатични данни за Солун | Климатични данни за Солун | Климатични данни за Солун | Климатични данни за Солун | Климатични данни за Солун | Климатични данни за Солун |
| Месеци                                | яну.                      | фев.                      | март                      | апр.                      | май                       | юни                       | юли                       | авг.                      | сеп.                      | окт.                      | ное.                      | дек.                      | Годишно                   |
| Абсолютни максимални температури (°C) | 20                        | 22                        | 25                        | 31                        | 36                        | 39                        | 42                        | 39                        | 36                        | 32                        | 27                        | 26                        | 42                        |
| Средни максимални температури (°C)    | 9,3                       | 10,9                      | 14,2                      | 19,0                      | 24,5                      | 29,2                      | 31,5                      | 31,1                      | 27,2                      | 21,2                      | 15,4                      | 11                        | 20,4                      |
| Средни температури (°C)               | 5,2                       | 6,7                       | 9,7                       | 14,2                      | 19,6                      | 24,4                      | 26,6                      | 26,0                      | 21,8                      | 16,2                      | 11                        | 6,9                       | 15,7                      |
| Средни минимални температури (°C)     | 1,3                       | 2,2                       | 4,5                       | 7,5                       | 12,1                      | 16,3                      | 18,6                      | 18,3                      | 14,9                      | 10,8                      | 6,8                       | 3,0                       | 9,7                       |
| Абсолютни минимални температури (°C)  | −8                        | −10                       | −7                        | −1                        | 3                         | 7                         | 10                        | 12                        | 2                         | −1                        | −5                        | −8                        | −10                       |
| Средни месечни валежи (mm)            | 36,8                      | 38,0                      | 40,6                      | 37,5                      | 44,4                      | 29,6                      | 23,9                      | 20,4                      | 27,4                      | 40,8                      | 54,4                      | 54,9                      | 448,7                     |
| Брой на дните с валежи                | 11.8                      | 11.3                      | 12.4                      | 11.2                      | 10.7                      | 7.5                       | 5.9                       | 4.7                       | 5.9                       | 8.7                       | 11.5                      | 12.5                      | 114.1                     |
| ------------------------------------- | ------------------------- | ------------------------- | ------------------------- | ------------------------- | ------------------------- | ------------------------- | ------------------------- | ------------------------- | ------------------------- | ------------------------- | ------------------------- | ------------------------- | ------------------------- |
| Източник: weatherbase.com             |                           |                           |                           |                           |                           |                           |                           |                           |                           |                           |                           |                           |                           |

## История

### Античност
Солун е основан от македонския цар Касандър през 315 г. пр.н.е. Дава му името на жена си Тесалоника, сестра на Александър Македонски. Баща ѝ, Филип II, я нарекъл така в чест на победата си над фокийците с помощта на тесалийските конници. Името може да се преведе като победа на тесалийците (Θεσσαλοί + Νίκη).
Градът е столица на една от четирите римски провинции в Македония след завладяването му от римляните. При второто си посещение в Македония Апостол Павел проповядва в местната синагога, която била главна за евреите от района, и поставя началото на християнското братство и църква. Поради недоволството на местните еврейски водачи той напуска града и се отправя на запад, в град Верия.

### Средновековие
Солун е един от важните търговски центрове на Византия. В града са родени създателите на глаголицата Кирил и Методий.
В 1204 г. Солун е завладян от кръстоносците, участвали в Четвърти кръстоносен поход, и е провъзгласен за столица на Солунското маркграфство. В 1207 г. цар Калоян е пред вратите на Солун и е напът да превземе града, но внезапна смърт го покосява и обсадата е свалена. В 1224 г. градът преминава във владение на Епирското деспотство (Солунска империя). В 1235 г. цар Иван Асен II подчинява Епирското деспотство и териториите му стават васални на България. След смъртта на цар Иван Асен II българската държава отслабва и в 1246 г. Никейската империя присъединява Солун. Османските войски под ръководството на Хайредин паша превземат Солун през април 1387 г. след дълга обсада, започнала в 1383 година. Малко след това турците връщат града на Византия. По-късно, при нашествията на османските турци в района, поради невъзможност да защитава Солун Мануил II Палеолог го предава на Венеция в 1423 година. Градът остава във венециански ръце до 29 март 1430 г., когато е превзет от султан Мурад II след продължила осем години блокада по суша.

### Османско владичество
След прогонването на евреите от Испания в Солун се установява голяма общност на сефарадски евреи. Градът се превръща в един най-големите еврейски центрове не само на Балканите. Към 1519 година те съставляват 56% от населението на града, а през 1613 година достигат 68%. В средата на XVI век евреите в Солун са около 20 хиляди, а в първите десетилетия на XVIII век – между 25 и 30 хиляди. Евреите утвърждават Солун като град със значително текстилно производство. До началото на XIX век Солун осигурява вълненото сукно за дрехите на еничарите.
През XVIII век в града се настаняват т.нар. ливорнски евреи, които пристигат от Великото херцогство Тоскана. През XVIII, XIX и в началото на XX век по-голямата част от населението на Солун е еврейско. В Солун има еврейски печатници и училища. Едни от най-големите индустриални предприятия в Османската империя са притежание на местни евреи. Александър Синве („Les Grecs de l’Empire Ottoman. Etude Statistique et Ethnographique“), който се основава на гръцки данни, в 1878 година пише, че в Солун живеят 15 000 гърци.
В „Етнография на вилаетите Адрианопол, Монастир и Салоника“, издадена в Константинопол в 1878 година и отразяваща статистиката на населението от 1873 година, Солун е посочено като град с 15 000 домакинства и 5716 жители мюсюлмани, 3390 българи и 2352 гърци. Според статистиката на Васил Кънчов („Македония. Етнография и статистика“) в началото на XX век общият брой на населението на Солун е 118 000 души, от които 10 000 българи, 26 000 турци, 16 000 гърци, 55 000 евреи, 2500 цигани и 8500 други. Районите на север от града обаче са били предимно български. Мнозинството българи живеят в квартал Тирпе с махалите Кукушка, Куфаленска, Саръчка и други. През 1912 година четири български квартала се сдобиват с българи мухтари (махленски кметове).
„...стигнахме въ Солунъ (този градъ европейцитѣ го изговарятъ Салоникъ, българитѣ – Солунъ, а аромѫнетѣ – Съруна)... За чужденеца е полезно, ако знае гръцки езикъ, защото е много разпространенъ и се говори и отъ евреитѣ, които образуватъ тукъ болшинството. Солунъ има 120 000 души и 2/3 отъ населението му е еврейско; евреитѣ се чувствуватъ много добрѣ подъ турското управление. Тѣ сѫ тука голѣми търговци, бакали, занаятчии отъ всѣкакъвъ сортъ и хамали. Като лодкаджии и рибаритѣ се рѣшаватъ да навлѣзатъ въ морето и въ най-бурно врѣме, а като занаятчии никой не смѣе да се конкорира съ тѣхъ.
Едно посѣщение изъ еврейската часть, дѣто живѣатъ по-бѣднитѣ евреи, е голѣма смѣлость. Четире и петь етажни кѫщи, прѣпълнени съ хора, вонѣятъ извънмѣрно много, построени сѫ една срѣщу друга толкозъ на близо, щото улицитѣ сѫ непроходими за вола, вслѣдствие на което тѣ сѫ тъмни, влажни и прѣпълнени съ нечистотии. Женитѣ, съ разгърдени пазви и немирни дѣца, лежатъ по портитѣ или на улицитѣ, облѣчени съ кални и изпокъсани дрѣхи и изглеждатъ чужденеца неприятно, за дѣто е посмѣялъ да тръгне изъ тѣхнитѣ улици. Еврейската часть е и за самата полиция особенна область, дѣто тя се промъква въ голѣми групи и само въ врѣме на нужда. Прѣзъ лѣтото на 1891 г. тази ужасна часть се подпалила и повечето изгорѣла, защото, както се говори, властитѣ не сѫ се грижили много за потушвание на пожара, а сѫ гледали да се запазятъ другитѣ части на града.
Гръцкиятъ елементъ въ този градъ се състои отъ погърчени аромѫне и българе. Първитѣ сѫ забравили до негдѣ майчинин си езикъ, но, при все това, въ частитѣ Св. Никола, Св. Атанасъ и Св. Тодоръ отчасти пакъ се говори... Тукашнитѣ аромѫне сѫ повечето отъ Влахо-Ливадонъ, Мускополе и Влахо-Клисура. Опитаха се да отворятъ едно аромѫнско училище, но не сполучиха, защото всичкитѣ аромѫне сѫ съ гръцката партия.
Българетѣ, напротивъ, иматъ една уредена гимназия, но ученицитѣ сѫ повечето вънкашни. Въ града нѣма повече отъ 250 български фамилии, които да се признаватъ за такива. Слѣдъ евреитѣ по численость идатъ турцитѣ. Търговцитѣ турци се славятъ по това, че сѫ най-честни отъ всички.“
Солун се превръща във важен културно-обществен, търговски и политически център за българите от Македония. В 1869 година в града е основано българско читалище „Кирил и Методий“. В Солун действат български мъжка, търговска, девическа, католическа гимназии, а американското протестантско земеделско училище към 1912 година придобива български народностен облик. В навечерието на Балканските войни се заражда идеята за създаване на български университет в Солун. Солунската българска мъжка гимназия „Св. св. Кирил и Методий“ (1881 – 1913) се смята за гордостта на българското образование в Османската империя. За времето на съществуването си гимназия подготвя 27 випуска ученици. Помещавала се е в собствено здание (днес на това място се намира основно училище), като през март 2014 г. там е открита паметна плоча, която напомня за Гимназията, често определяна от българите от Македония като „Солунския светилник“.
В 1905 година градът има 130 000 жители.
След Младотурската революция от юли 1908 година в Солун се създават двете български партии Съюз на българските конституционни клубове и Народна федеративна партия (българска секция). Отделно действат професионалните сдружения (еснафи), работнически синдикати и спомагателни дружества и социалдемократически организации, както и в две учителски организации – Съюз на българските учители в Отоманската империя и Съюз на основните учители в Турция.
В града в различно време започват работа четири български печатници на Коне Самарджиев, Йордан Ярцев и Кирил Тенчов, Михаил Максимович, на братя Бояджиеви и Кочо Хаджитонев, а към тях се отварят и български книжарници. Започва издаването на българските вестници „Въстаник“ (1894), „Борба“ (1898), „Верига“, „Сноп“ (1889 в Солунската гимназия), които са нелегални, както и на „Солун“ (20 март 1869), „Книжици за прочит“ и „Известия на метеорологическата станция в гр. Солун“. В периода 1908 – 1913 съществуват вестниците „Будилник“, „Единство“, „Конституционна заря“, „Културно единство“, „Народна воля“, „Отечество“, „Родина“, „Работнически вестник“, „Работник“, „Учителски глас“, „Учителско съзнание“, „Начало“, „Право“, „Искра“, „Истина“, „Светлина“, „Беломорец“, „Българин“, „Нова България“ и „Мюджаделе“.
За културното развитие на българите в Солун благоприятстват и създаването на Гимнастическо дружество „Юнак“, няколко театрално-музикални групи, художествени галерии и рисувателни кръжоци, както и хорът към българската община наброяващ над 650 души. През 1912 година е отворена напълно обзаведена българска болница с името „Солунски български червен кръст“, която да задоволи нуждите от съвременна медицинска помощ.

Като важен търговски център в Османската империя в Солун се съсредоточава голяма част от българското търговско съсловие в Македония. Атанас Яранов споделя: 
| „ | Преди Балканската война цялата главна чаршия, наречена Първата чаршия, която почваше от Вардарската порта... като минаваше посред града, беше вече току-речи завладяна от българи – бакали, обущари, бакърджии, шивачи кожухари. | “ |

В Солун са отворени български фабрики за лимонада, прежда и други, застрахователни кантори и банкерски къщи, кантори за прехвърляне на емигранти към Новия свят, създадени са българска поща и музей на българските индустриални стоки. В града се съсредоточават земеделските доставки на българските производители от долината на река Вардар, които се разпродават в града посредством 35 местни български комисионери и 16 комисионерски фирми от България. В Солун са открити над 20 търговски кантори с клонове в Марсилия, Мадагаскар, Лайпциг, Токио и други. Чрез солунското пристанище от България се внасят български индустриални производства, предимно хранителни стоки и текстил – гайтани, пуловери, дрехи, пояси и аби, както и парфюми, алкохол, строителни материали и други. През 1909 година са внесени сукна и шаеци за 2 000 000 лева, както и сапун от Пловдивската фабрика. България е втори по ред, след Италия, вносител на жито и брашно в Солун с 9525 тона на стоност 1 905 000 лева, от които само през 1910 година 3800 тона жито на стойност 730 000 лева отиват за българската мелница на улица Алатини. През 1910 година е внесен и български фасул на стойност 180 000 лева. Вносът от България общо за 1910 година възлиза на 3 200 000 лева, докато износът за България е около 1 000 000 в памучни изделия, червен пипер, мед, воденични камъни и други.

### По време на Балканската война
При избухването на Балканската война през 1912 година осемдесет и шест души от града са доброволци в Македоно-одринското опълчение. На 26 октомври българската армия достига околностите на Солун от север, а гръцката армия – от запад. На 27 октомври 1912 през северните квартали в града влизат български войски – кавалерийска част на майор Г. Анастасов и четата на Георги Мончев, посрещнати с възторг под звуците на „Шуми Марица“ от българското и еврейско население. Но по най-настоятелно искане на гърците от 27 октомври навлизането на основните сили на българската войска е спряно с мотива, че преди няколко часа комендантът на града Хасан Тахсин паша се е предал с войските си на гръцката армия. Гърците, чиято армия е далеч от града, виждайки устремното българско настъпление започват на 26 октомври сепаративни преговори с турския комендант на града, споменатия Хасан паша. Притиснат от българските победи и правото да прехвърли турските войски към Мала Азия, той капитулира без бой и подписва да предаде Солун на гръцката армия, която все още е сравнително далеч и започва да навлиза в града с основните си сили едва на 28 октомври, спешно подвозена с влакове едни ден след първите български части. В Солун влиза и сръбско отделение начело с майор Цолович. Възползвайки се от условията на сепаративната сделка с турците, гръцката армия установява в Солун свое мандатно управление. На гарата действа и българска военна и жп администрация. Българските войски заемат северните български и еврейски квартали и част от центъра на града, като там са устроени българска поща и комендатура и се разполагат щабът на генерал Тодоров както и 14 македонски и 7 артилерийски полк. Устроен е дворец на цар Фердинанд и е открит клон на БНБ.
На 17 юни 1913, ден след началото на Междусъюзническата война, българският гарнизон командван от подполковник Велизар Лазаров е атакуван от гръцката войска. Съсредоточени са цели две гръцки дивизии, картечници и силна артилерия, преценени като необходими за да победят българския гарнизон на Солун от 1200 щика. Българите се сражават самоотвержено, загиват 93 и са ранени 160 войници и офицери. Силно пострадват сградите на българските учреждения, църкви, училища и болници. Разграбени са българските гимназии и дворецът на цар Фердинанд в Солун с българското консулство. Българската митрополия е превзета след сражение, а архимандрит Евлогий, секретарят му Христо Батанджиев и дяконът Васил Константинов са откарани на гръцкия кораб „Катерини“, на който по-късно са убити. Много български чиновници, солунски първенци и част от интелигенцията са откарани в концлагера Трикери, убити, хвърлени в затвори или са заточени по гръцките острови. По противоречивите гръцки данни само в концлагера Трикери загиват около 7000 души, но се предполага, че броят на задържаните там е поне двойно по-голям.

### В Гърция
Солун е в пределите на Османската империя до 1912 г. с името Салоника, населен най-вече с евреи. След Междусъюзническата война се подписва Букурещкият договор, според който Солун е предаден на Гърция и преименуван на Тесалоники. Десетки хиляди българи са прокудени завинаги от родните си места. Закрита е Солунската българска мъжка гимназия, както и девическата гимназия, българската черква „Св. св. Кирил и Методий“, българската черковна община, екзархийското настоятелство и много други български културни институции. Регистрирани са репресии от страна на гръцки войници срещу българи, евреи и турци, като се стига до въоръжени сблъсъци с български части.
На 5 (18) март 1913 година в Солун е убит гръцкият крал Георгиос I от гръцки анархист.
През януари 1914 в новия затвор лежат гладни и болни 20 българи и ежедневно умирали между 1 и 3-ма, а всеки заподозрян българин е интерниран без съд от гръцките окупатори на Беломорските острови. На 17 март същата година е арестуван собственика на винарски магазин Сребре Узунов, отказал 3 дни преди това да се погърчи или да се изсели в България, и изчезва безследно, на 21-ви същия месец е арестуван собственикът на хотел „Свобода“ Георги Костов, а след ден властите официално предлагат на българите Марин Ангелов и Новко Павлов да се или погърчат, или да напуснат града за два дни, а полицията открито заявявала, че няма да остави българин в града. На 16 април същата година, ден преди пристигането на Венизелос са обискирани много български къщи и са арестувани 12 българи, а на 29-и същия месец Критските жандарми дават заповед на българските семейства в Кукушката махала 8 дни да се изселят от Солун, а в противен случай са заплашени с насилствено изгонване.
През Първата Световна война Солун е окупиран от англо-френски войски и се превръща в основна тяхна база във войната им срещу България и нейните съюзници. В града под тяхно покровителство противоконституционно се учредява временно гръцко правителство, начело с Елевтериос Венизелос, което е на страната на френско-британските съюзни сили, въпреки пазения неутралитет от крал Константинос I.
В големия пожар от 1917 година по-голямата част от града е унищожена. Това принуждава масата от еврейското население, загубило имуществото си в пожара, да се изсели. Голяма част от тях се отправя за Палестина, Франция и САЩ. 
Боривое Милоевич пише в 1921 година („Южна Македония“), че Солун има 17700 къщи евреи моисеевци, 1300 евреи мохамедани (дьонме), 8000 турци, 5000 погърчени власи, арнаути, славяни и гърци, 4000 славяни християни, 3000 левантинци, 1000 арменци християни, 200 власи християни и 200 арнаути християни.
Населението на града бързо нараства след войната от 1922 година между Гърция и Турция и последвалата я Малоазийска катастрофа. Хиляди бежанци от тези райони се заселват в Солун, като донасят обичаите и традициите си. Това оказва голямо влияние в по-нататъшното развитие на града и наред с прогонването на много от местните българи съществено изменя етническия му състав в полза на гърците. Новият градоустройствен план на Солун е изготвен по нареждане на Венизелос от архитект Ернесто Ебрар. В 1926 г. от нов пожар изгаря запален еврейският квартал Коломбо.
На 9 април 1941 г. сутринта с голяма тържественост Солун е предаден на германците. Солунчани с владиката начело излизат на 3 километра извън града със знамена и букети да посрещнат немските войски и командващия ген. Лист.
След 1941 г. българщината в Солун се възражда – отваря врати Солунският български клуб, българската черква „Св. Георги“ и българско училище, а след 1943, когато 7-а рилска дивизия пак заема солунската област (без самия град) притесненията на гръцката власт сериозно намаляват.
Още преди германската окупация (1941 – 1944 година) в Солун стават антисемитски погроми, но по време на нея практически всички неизбягали от града 56 000 евреи са изпратени със съдействието на гръцката власт в немски концентрационни лагери, където са избити, а България успява да спаси само тези евреи, имащи българско поданство.

## Население
При преброяването от 2001 г. населението на града е 363 987 души, а с предградията е 800 764 души.
Населението на градския комплекс се оценява на 788 191 жители, според преброяването от 2011 г. Населението на метрополиса възлиза на 1 012 013 жители, докато това на регионалната единица (бивша префектура) на 1 110 912 жители.

## Забележителности
Една от най-известните забележителности на Солун е Бялата кула (Λευκός Πύργος). Други по-известни са църквата „Свети Димитър“, градската крепостна стена, Галериевата арка, ротондата „Свети Георги“ и други. Градът е добре устроен, с големи площади („Света София“, „Аристотел“) и широки булеварди („Александър Велики“).
В 1988 година раннохристиянските и византийски паметници в Солун са включени в списъка с обекти на световното наследство на ЮНЕСКО.

## Фестивали
- Фестивал на документалните филми в Солун – водещ европейски фестивал, който се провежда всяка година през месец март в Солун. Провежда се от 1999 г. под ръководството на Дмитрий Еипидис. Фестивалът е съпроводен с изложби, концерти, дискусии на кръгли маси, представяне на майсторски класове, партита, публикации и др. През 2010 година се провежда 12-ият фестивал – от 12 до 21 март.
- Солунски филмов фестивал – филмов фестивал в Югоизточна Европа, най-старият фестивал на Балканите. Основан е през 1960 като Седмица на гръцкото кино. Представя гръцките продукции през годината и творенията на нововъзникващите филмопроизводители от цял свят. Солунският международен филмов фестивал постоянно се развива, постоянно увеличава международното си поле и представя най-новаторски независими продукции от целия свят и развиващите се дейности на международните специалисти във филмовата индустрия. Най-престижна е наградата „Златен Александър“, съпроводена в парична премия от 40 000 евро.
- Солунски фестивал на игрите – масово мероприятие, организирано ежегодно за шеста поредна година (2009) в Солун. Фестивалът включва серия от изложби и турнири в спортове като шах, билярд, бридж, дартс, а също и скрабъл, стратегически игри, PC игри и т.н. През 2010 година се провежда между 4 и 18 април.
- Солунски фестивал на фотографията – началото му се поставя през 1988 г. от фотографа Арис Геогрио. Провежда се от февруари до средата на април всяка година. Той е място за срещи на гръцките и международните фотографи. През 2006 – 2010 г. се провежда от Солунския музей на фотографията, който всяка година избира артистичен директор на фестивала.
- Димитрия – това е 3-месечен фестивал в Солун, който се провежда всяка година от септември до декември. Носи името на Свети Димитър, покровител на града. Изключително популярен е сред местното население. Провежда се от 1966 г. Той включва музикални, театрални, танцови прояви, улични събития и изложби. Организира се от община Солун.

## Други
На Солун е наречена улица в кварталите „Белите брези“, „Красно село“ и „Борово“ в София (Карта).

## Личности
- Известни солунчани.

## Побратимени градове
- Акхисар, Турция
- Александрия, Египет
- Атина, Гърция
- Благоевград, България
- Болоня, Емилия-Романя, Италия
- Братислава, Словакия
- Гоце Делчев, България
- Кьолн, Германия
- Кюстенджа, Румъния
- Лайпциг, Германия
- Лимасол, Кипър
- Мелбърн, (Виктория (щат), Австралия)
- Ница, (Прованс-Алпи-Лазурен бряг, Франция)
- Перник, България
- Пловдив, България
- Разград, България от 2008
- Сан Франциско, (Калифорния, САЩ)
- Санкт Петербург, Русия
- Сиракуза, Италия
- Тел Авив, Израел
- Тяндзин, Народна Република Китай
- Хартфорд (Кънектикът), САЩ

## Галерия
- Изглед от Бялата кула
- Останки от крепостната стена
- Центърът на Солун
- Улица „Египтос“ в квартал Лададика
- Изглед към махалата Пиргите от улица „Екзохи“ (днес „Василиси Олга“) в Солун, 1904 г.
- Кратер „Дервени“, края на IV век пр. н. е., страна А, Дионис и Ариадна, Археологически музей, Солун
- Мраморен саркофаг „Амазономахия“, Археологически музей, Солун
- Паметник на Александър Велики с изглед към планината Олимп